# Vulaines
Vulaines és un municipi francès situat al departament de l'Aube i a la regió del Gran Est. L'any 2007 tenia 217 habitants.

## Demografia

### Població
El 2007 la població de fet de Vulaines era de 217 persones. Hi havia 92 famílies de les quals 30 eren unipersonals (15 homes vivint sols i 15 dones vivint soles), 27 parelles sense fills, 31 parelles amb fills i 4 famílies monoparentals amb fills.
La població ha evolucionat segons el següent gràfic:
Habitants censats

### Habitatges
El 2007 hi havia 121 habitatges, 92 eren l'habitatge principal de la família, 21 eren segones residències i 7 estaven desocupats. 120 eren cases i 1 era un apartament. Dels 92 habitatges principals, 75 estaven ocupats pels seus propietaris, 14 estaven llogats i ocupats pels llogaters i 3 estaven cedits a títol gratuït; 1 tenia una cambra, 12 en tenien dues, 21 en tenien tres, 27 en tenien quatre i 32 en tenien cinc o més. 81 habitatges disposaven pel capbaix d'una plaça de pàrquing. A 44 habitatges hi havia un automòbil i a 38 n'hi havia dos o més.

### Piràmide de població
La piràmide de població per edats i sexe el 2009 era:
| Homes | Edats   | Dones |
| ----- | ------- | ----- |
| 0     | 95 o +  | 0     |
| 4     | 90 a 94 | 0     |
| 0     | 85 a 89 | 0     |
| 0     | 80 a 84 | 4     |
| 0     | 75 a 79 | 0     |
| 8     | 70 a 74 | 0     |
| 8     | 65 a 69 | 12    |
| 0     | 60 a 64 | 8     |
| 8     | 55 a 59 | 8     |
| 4     | 50 a 54 | 12    |
| 4     | 45 a 49 | 4     |
| 4     | 40 a 44 | 4     |
| 12    | 35 a 39 | 4     |
| 4     | 30 a 34 | 16    |
| 4     | 25 a 29 | 0     |
| 0     | 20 a 24 | 12    |
| 8     | 15 a 19 | 4     |
| 12    | 10 a 14 | 12    |
| 0     | 5 a 9   | 8     |
| 8     | 0 a 4   | 4     |

## Economia
El 2007 la població en edat de treballar era de 133 persones, 105 eren actives i 28 eren inactives. De les 105 persones actives 90 estaven ocupades (53 homes i 37 dones) i 15 estaven aturades (4 homes i 11 dones). De les 28 persones inactives 10 estaven jubilades, 9 estaven estudiant i 9 estaven classificades com a «altres inactius».

### Ingressos
El 2009 a Vulaines hi havia 96 unitats fiscals que integraven 226 persones, la mediana anual d'ingressos fiscals per persona era de 14.915 €.

### Activitats econòmiques
Dels 13 establiments que hi havia el 2007, 2 eren d'empreses de construcció, 5 d'empreses de comerç i reparació d'automòbils, 1 d'una empresa d'hostatgeria i restauració, 1 d'una empresa d'informació i comunicació, 3 d'empreses de serveis i 1 d'una empresa classificada com a «altres activitats de serveis».
Dels 4 establiments de servei als particulars que hi havia el 2009, 1 era un taller de reparació d'automòbils i de material agrícola, 1 taller d'inspecció tècnica de vehicles i 2 paletes.
L'any 2000 a Vulaines hi havia 6 explotacions agrícoles.

## Equipaments sanitaris i escolars
El 2009 hi havia una escola elemental integrada dins d'un grup escolar amb les comunes properes formant una escola dispersa.

## Poblacions més properes
El següent diagrama mostra les poblacions més properes.